# Attoquímica
La attoquímica es una disciplina científica nueva que pretende hacer visible, controlar e intervenir el movimiento de los electrones que forman los enlaces químicos en las moléculas. La manipulación se lleva a cabo aplicando pulsos de luz de attosegundos de duración (se trata de pulsos ultrarrápidos, puesto que un attosegundo equivale a 10-18 segundos). Esta nueva disciplina de la química ha sido impulsada principalmente por científicos españoles e italianos.

## Fundamentos teóricos y proyecciones
Tanto la estructura de todas las sustancias, como las reacciones químicas posibles, están determinadas por los enlaces químicos. La attoquímica, al intervenir en este nivel primario de los movimientos que producen los enlaces, pretende generar reacciones y sustancias que hasta ahora son desconocidas. Así, esta nueva disciplina no solo permitirá una mejor comprensión de los procesos que transcurren en los sistemas químicos y bioquímicos a nivel de sus electrones, sino que potencialmente tendrá una incidencia directa en el desarrollo de nuevas sustancias y materiales.
La attoquímica ha logrado documentar las primeras observaciones en tiempo real de migraciones de carga en aminoácidos y demostrar algún grado de control incipiente en procesos de migración electrónica. Los experimentos que demostraron esta posibilidad en el año 2014 se realizaron irradiando con sucesivos pulsos láser brevísimos, de attosegundos de duración, lo que permitió captar la imagen del movimiento de los electrones en un instante determinado.  Lo que se obtiene así es una suerte de película, una sucesión de imágenes del movimiento electrónico que posibilita la selección de instantes precisos para la intervención (propiciar o inhibir) determinadas reacciones químicas.
Con esta altísima resolución temporal y el control que ella permite sobre los procesos, la attoquímica podría ofrecer una posibilidad de manipulación de las reacciones químicas que hasta hace muy poco parecía imposible. La creación de nuevas moléculas (y por ende nuevas sustancias) se produce por las reacciones químicas, las que a su vez son establecimiento y rotura de enlaces de los átomos en la molécula. La reactividad es el resultado del movimiento de electrones y núcleos atómicos. Por eso, controlar este movimiento es crucial si se desea intervenir en la reacción. Pero los movimientos de las partículas subatómicas se producen en escalas de tiempo extremadamente rápidas. El movimiento de los núcleos se mide en femtosegundos (1 femtosegundo equivale a 10-15 segundos) y el de los electrones en attosegundos (aún más rápido: 10-18 segundos).
A fines del siglo pasado nació la femtoquímica, una disciplina que hoy ya se encuentra bien establecida en el mundo científico y cuyo surgimiento significó el premio Nobel para Ahmed H. Zewail, quien obtuvo el reconocimiento como fundador del campo. El propósito de la femtoquímica es controlar las reacciones químicas utilizan pulsos láser en femtosegundos para dirigir el movimiento de los núcleos de las moléculas involucradas.
La actual posibilidad de generar pulsos de luz aún más breves, (pocas decenas de attosegundos, en frecuencias ultravioleta extremas) es el resultado de un progreso significativo de la tecnología láser, por una parte, y de los modelos matemáticos por otra. Este avance permite ahora el monitoreo directo del movimiento de los electrones (mucho más rápido que el de los núcleos) dentro de la molécula. Debido a que la densidad de los electrones es en definitiva la responsable de la formación y de la  ruptura de los enlaces, la posibilidad de su control significa un cambio realmente revolucionario en la química.